# Circonscription d'Aousserd
La circonscription d'Aousserd est une circonscription législative marocaine de la province d'Aousserd située en région Dakhla-Oued Ed Dahab. Elle est représentée dans la Xe législature par Abdelfattah Ahl El Makki et Mohammed Boubakr.

## Historique des députations
| Législature | Début de mandat  | Fin de mandat    | Députés élus | Députés élus                      | Députés élus | Députés élus                       |
| ----------- | ---------------- | ---------------- | ------------ | --------------------------------- | ------------ | ---------------------------------- |
| IXe         | 26 novembre 2011 | 7 octobre 2016   |              | Mohamed Amine Hormatou Allah (PI) |              | Mohammed Boubakr (RNI)             |
| Xe          | 8 octobre 2016   | 8 septembre 2021 |              | Abdelfattah Ahl El Makki (USFP)   |              | Mohammed Boubakr (PAM)             |
| XIe         | 9 septembre 2021 | ?                |              | Abdelfettah Ahl El Mekki (PI)     |              | Mohamed Amine Hormatou Allah (RNI) |

## Historique des élections

### Découpage électoral d'octobre 2011

#### Élections de 2016
| Parti       | Parti                                                       | Voix  | %      | Député(s) élus           |  |
| ----------- | ----------------------------------------------------------- | ----- | ------ | ------------------------ |  |
|             | Union socialiste des forces populaires (USFP)               | 1 997 | 32,93  | Abdelfattah Ahl El Makki |  |
|             | Parti authenticité et modernité (PAM)                       | 1 986 | 32,75  | Mohammed Boubakr         |  |
|             | Parti de l'Istiqlal (PI)                                    | 1 686 | 27,80  |                          |  |
|             | Parti de la justice et du développement (PJD)               | 204   | 3,36   |                          |  |
|             | Parti du progrès et du socialisme (PPS)                     | 74    | 1,22   |                          |  |
|             | Parti des Néo-Démocrates (PND)                              | 73    | 1,20   |                          |  |
|             | Parti de la réforme et du développement (PRD)               | 19    | 0,31   |                          |  |
|             | Parti de l'unité et de la démocratie (PUD)                  | 10    | 0,16   |                          |  |
|             | Fédération de la gauche démocratique (FGD)                  | 6     | 0,10   |                          |  |
|             | Parti de l'action (PA)                                      | 5     | 0,08   |                          |  |
|             | Parti de l'environnement et du développement durable (PEDD) | 4     | 0,07   |                          |  |
|             |                                                             |       |        |                          |  |
| Inscrits    | Inscrits                                                    | 7 906 | 100,00 |                          |  |
| Abstentions | Abstentions                                                 | 1 842 | 23,30  |                          |  |
| Exprimés    | Exprimés                                                    | 6 064 | 76,70  |                          |  |

#### Élections de 2021
| Parti       | Parti                                         | Voix  | %      | Député(s) élus               |  |
| ----------- | --------------------------------------------- | ----- | ------ | ---------------------------- |  |
|             | Parti de l'Istiqlal (PI)                      | 4 012 | 50,83  | Abdelfettah Ahl El Mekki     |  |
|             | Rassemblement national des indépendants (RNI) | 1 812 | 22,96  | Mohamed Amine Hormatou Allah |  |
|             | Parti vert marocain (PVM)                     | 1 709 | 21,65  |                              |  |
|             | Parti du progrès et du socialisme (PPS)       | 117   | 1,48   |                              |  |
|             | Union socialiste des forces populaires (USFP) | 64    | 0,81   |                              |  |
|             | Parti de l'Espoir (PE)                        | 51    | 0,65   |                              |  |
|             | Parti de la justice et du développement (PJD) | 35    | 0,44   |                              |  |
|             | Parti marocain libéral (PML)                  | 34    | 0,43   |                              |  |
|             | Parti authenticité et modernité (PAM)         | 29    | 0,37   |                              |  |
|             | Mouvement démocratique et social (MDS)        | 16    | 0,20   |                              |  |
|             | Parti des Néo-Démocrates (PND)                | 12    | 0,15   |                              |  |
|             | Parti de la renaissance (PAN)                 | 2     | 0,03   |                              |  |
|             |                                               |       |        |                              |  |
| Inscrits    | Inscrits                                      | 9 731 | 100,00 |                              |  |
| Abstentions | Abstentions                                   | 1 838 | 18,90  |                              |  |
| Exprimés    | Exprimés                                      | 7 893 | 81,10  |                              |  |